# Anton Knerzl
Anton Knerzl (* 8. November 1954 in Kleinsölk) ist ein österreichischer Politiker (FPÖ/BZÖ). Knerzl war zwischen 1999 und 2002 Abgeordneter zum Nationalrat.

## Ausbildung und Beruf
Knerzl besuchte von 1960 bis 1969 die Volksschule in Öblarn und erlernte von 1969 bis 1973 den Beruf des Kraftfahrzeugmechanikers. 1973 leistete er den Präsenzdienst ab. 
Knerzl war in der Folge als selbständiger Unternehmer und Tankstellenbesitzer tätig. Er ist seit 1974 selbständig. 

## Politik
Anton Knerzl ist seit 1990 als Gemeindevertreter in Öblarn aktiv. Er war zunächst bis 1995 Gemeinderat, zwischen 1995 und 2000 Vizebürgermeister und wurde im Jahr 2000 zum Bürgermeister der Gemeinde gewählt. Anfang Juli 2006 wurde jedoch Knerzl mit dem Gemeinderat von der Landesregierung abgesetzt, da es zu groben Ungereimtheiten beim Budget gekommen war. Knerzl war mehrmals an der Durchsetzung seines Budgetvorschlags im Gemeinderat gescheitert. Bei der Neuwahl des Gemeinderats am 29. Oktober 2006 gewann Knerzl die Wahl und erreichte mit 33,7 % fünf Mandate in der Gemeinde. Trotz seines Wahlsieges wurde Knerzl im Dezember 2006 nicht erneut zum Bürgermeister, sondern nur zum Vizebürgermeister gewählt. Ein gegen Knerzl angestrengtes Verfahren wegen Untreue und Amtsmissbrauchs wurde im Sommer 2007 eingestellt. Bei den Gemeinderatswahlen am 21. März 2010 musste er jedoch mit seiner unabhängigen Bürgerliste Stimmeneinbußen hinnehmen und sich der ÖVP in Öblarn deutlich geschlagen geben.
Knerzl war Ortsparteiobmann der FPÖ Öblarn und ab 1996 Bezirksparteiobmann der FPÖ Liezen. Er war ab 1995 Kammerrat der Wirtschaftskammer Steiermark und ab 2003 auch Landesparteiobmann-Stellvertreter der FPÖ Steiermark. Nach einem Streit mit FPÖ-Landesparteiobmann Leopold Schöggl wechselte Knerzl 2005 zum BZÖ. Ab 2006 war er als Vertreter der Liste Knerzl Anton (LKA), ab 2010 als Bürgerliste Anton Knerzl (AKÖ) im Gemeinderat.
Knerzl vertrat zwischen dem 29. Oktober 1999 und dem 19. Dezember 2002 die FPÖ im Nationalrat.

## Privates
Anton Knerzl ist verheiratet und hat einen Sohn.